# Kupljenik
Kupljenik – wieś w Słowenii, w gminie Bled. W 2018 roku liczyła 50 mieszkańców.